# معركة باجروان
معركة باجروان التي دارت خلال الحروب الإسلامية الخزرية، بين جيوش الدولة الأموية بقيادة سعيد بن عمرو الحرشي والخزر بقيادة بارجيك ابن الخاقان.
بعد الهزيمة في مرج أردبيل، طاف الخزر بحرية عبر أراضي أذربيجان وكردستان وأرمينيا. بوجود القليل من القوات المتاحة، عيّن الخليفة هشام سعيد بن عمرو الحرشي لتولي القيادة ضد الخزر، وتجميع كل القوات التي يستطيع في الرقة. جمع سعيد جيشًا صغيرًا، وتمكن من استعادة أخلاط على بحيرة وان. من هناك انتقل شمالاً إلى بردعة، ثم جنوباً مرة أخرى لفك حصار الخزر على وارتان. انسحب الخزر المحاصرون إلى باجروان، ودارت معركة على بعد حوالي 24 كيلومترًا من المدينة. حقق سعيد نصرًا ساحقًا، حيث قتل معظم الخزر البالغ عددهم 10,000، وحرر السجناء الذين كانوا معهم، قرابة 5,000 أسرة. كما استولى العرب على لواء الخزر. ذكرت بعض المصادر أن بارجيك قد قُتل أيضًا، وأن سعيدا أرسل رأسه إلى الخليفة، لكن الطبري وآخرون ذكروا وفاته لاحقا، أثناء غزو مسلمة بن عبد الملك عام 731 شمال القوقاز. بعد المعركة، فرت جيوش الخزر شمالًا، وتخلوا عن مواقعهم في أذربيجان و أران، بعد مطاردة سعيد لهم.